# Relaciones Cuba-Uruguay
Las Relaciones Cuba-Uruguay se refieren a las relaciones bilaterales entre la República de Cuba y la República Oriental del Uruguay. Ambas naciones son miembros de la Comunidad de Estados Latinoamericanos y del Caribe, Grupo de los 77, Naciones Unidas, y la Organización de Estados Iberoamericanos.

## Historia
Durante la colonización española, ambas naciones formaron parte del Imperio español. Durante el período colonial español, Cuba fue gobernado por el Virreinato de Nueva España en la Ciudad de México, mientras que Uruguay fue parte del Virreinato del Río de la Plata y se administró desde Buenos Aires. En 1828, Uruguay obtuvo su independencia después de la Guerra del Brasil. Ambas naciones establecieron relaciones diplomáticas el 1 de septiembre de 1902.
En mayo de 1959, el presidente cubano Fidel Castro realizó su primera visita oficial a Uruguay.  En 1961 las Milicias Nacionales Revolucionarias dispararon contra la embajada de Uruguay, hiriendo a un asilado político.
En septiembre de 1964, Uruguay rompió relaciones diplomáticas con Cuba siguiendo la recomendación de la Asamblea de la Organización de los Estados Americanos, celebrada en Punta del Este. En octubre de 1985 se reanudan los lazos diplomáticos y comerciales durante el primer mandato del presidente uruguayo Julio María Sanguinetti, luego de 12 años de dictadura militar. Es el primer país en restablecer relaciones con Cuba desde la decisión de la OEA.
En octubre de 1995, el presidente cubano Fidel Castro realizó una segunda visita a Uruguay. En abril de 2002, Uruguay rompió relaciones diplomáticas con Cuba después de que el gobierno uruguayo del presidente Jorge Batlle dirigiera una ofensiva diplomática para que Cuba permitiera a las Naciones Unidas investigar presuntos abusos contra los derechos humanos en la isla. Como respuesta, el presidente cubano Fidel Castro acusó al gobierno uruguayo de ser un "trasnochado y abyecto Judas" y "lacayo de Estados Unidos". Las relaciones diplomáticas se restablecieron en marzo de 2005.
En junio de 2008, el presidente uruguayo Tabaré Vázquez realizó una visita oficial a Cuba y se reunió con el presidente Raúl Castro. En septiembre de 2021 durante la cumbre de la Comunidad de Estados Latinoamericanos y Caribeños celebrada en la Ciudad de México, el presidente uruguayo Luis Lacalle Pou acusó al gobierno cubano del presidente Miguel Díaz-Canel de no ser una nación democrática. Además, el presidente Lacalle Pou leyó parte de la letra de la canción Patria y vida, que se convirtió en himno durante las fuertes protestas que estallaron en Cuba en julio del mismo año contra el gobierno de Díaz-Canel.

## Acuerdos bilaterales
Ambas naciones han firmado varios acuerdos bilaterales como un Acuerdo Administrativo para el Intercambio de Tasajo de Uruguay por Azúcar de Cuba (1945); Acuerdo Comercial (1986); Convenio de Cooperación Económico-Industrial y Científico-Técnica (1987); Tratado de Asistencia Legal Mutua en Materia Penal (1995); Acuerdo de Cooperación entre ambas naciones Ministerios de Relaciones Exteriores (2006); Acuerdo de Exención de Visa para Portadores de Pasaportes Diplomáticos, Oficiales y de Servicio (2006); Memorándum de Entendimiento para el Comercio y la Inversión Extranjera en Cuba (2014); y un Convenio de Cooperación en Cultura Física y Deporte (2018).

## Misiones diplomáticas residentes
- Cuba tiene una embajada en Montevideo.[9]
- Uruguay tiene una embajada en La Habana.